# Исланд на Песми Евровизије 2022.

## Söngvakeppnin 2022
Söngvakeppnin 2022 је национално финале које исландски емитер РУВ користи како би одабрао исландску песму за Песму Евровизије 2022. Састојаће се од 2 полуфинала 26. фебруара и 5. марта и финала 12. марта 2022. Сви датуми су померени за недељу дана касније у односу на првобитне планове, у покушају да такмичење избегне епидемиолошке мере везане за ковид 19. Првобитно је такмичење требало да се одржи 19. и 26. фебруара и 5. марта. За разлику од претходних издања, чији су домаћини били Хасколабио конференцијска хала за полуфинала и Лаугардалшел хала за финала (обе се назале у Рејкјавику), ове године ће све фазе такмичења бити емитоване из РВК студија у Рејкјавику.
РУВ још није објавио конкретне информације о формату који ће користити за Söngvakeppnin 2022, међутим, речено је да ће песме бити „одабране на исти начин као и раније“, што би значило да ће се 10 песама такмичити у 2 полуфинала, у сваком по 5. Телегласање ће одабрати по 2 песме из сваког полуфинала, док продуценти бирају једну песму од преосталих 6 које се нису квалификовале.

### Учесници
Између 3. септембра и 6. октобра 2021, РУВ је отворио период за заинтересоване композиторе да поднесу своје пријаве. Композитори нису имали никакве посебне услове за испуњавање и процес је био отворен за све. По истеку рока, пријављено је 158 песама. Селекциона комисија формирана уз консултације са Удружењем композитора и Синдикатом исландских музичара одабрала је десет конкурентских радова, који су објављени 5. фебруара 2022.
| Извођач(и)                                | Песма              | Песма              | Аутор(и) |
| Извођач(и)                                | Име на исландском  | Име на енглеском   | Аутор(и) |
| ----------------------------------------- | ------------------ | ------------------ | --- |
| Amarosis                                  | "Don't You Know"   | "Don't You Know"   | Már Gunnarsson, Ísold Wilberg                                                                                 |
| Haffi Haff                                | "Gía"              | "Volcano"          | Hafsteinn Þór Guðjónsson, Steinar Jónsson, Sigurður Ásgeir Árnason                                            |
| Hanna Mia and The Astrotourists           | "Séns með þér"     | "Gemini"           | Hanna Mia Brekkan, Sakaris Emil Joensen, Nína Richter                                                         |
| Katla                                     | "Þaðan af"         | "Then Again"       | Jóhannes Damian Patreksson, Kristinn Óli S. Haraldsson, Hafsteinn Þráinsson, Snorri Beck                      |
| Markéta Irglová                           | "Mögulegt"         | "Possible"         | Markéta Irglová, Sturla Mio Þórisson                                                                          |
| Reykjavíkurdætur (Daughters of Reykjavík) | "Tökum af stað"    | "Turn This Around" | Reykjavíkurdætur                                                                                              |
| Sigga, Beta and Elín                      | "Með hækkandi sól" | Н/Д                | Lovísa Elísabet Sigrúnardóttir                                                                                |
| Stefán Óli                                | "Ljósið"           | "All I Know"       | Andri Þór Jónsson, Birgir Steinn Stefánsson, Stefán Hilmarsson                                                |
| Stefanía Svavarsdóttir                    | "Hjartað mitt"     | "Heart of Mine"    | Halldór Gunnar Pálsson, Magnús Þór Sigmundsson                                                                |
| Suncity and Sanna                         | "Hækkum í botn"    | "Keep It Cool"     | Sveinn Rúnar Sigurðsson, Valgeir Magnússon, Davíð Guðbrandsson, Sanna Martinez, Anders Eriksson, Marc Caplice |

## Рефренце
1. 1 2  „Söngvakeppninni á RÚV frestað um eina viku” [Söngvakeppnin on RÚV postponed by one week]. ruv.is (на језику: исландски). RÚV. 2022-01-13. Приступљено 2022-01-13.
2. ↑  Ђиандани, Санџеј (Серђо) (14. 1. 2022). „Iceland: Söngvakeppnin 2022 shows postponed”. esctoday.com. ESCToday. Приступљено 16. 1. 2022.
3. 1 2  „Söngvakeppnin haldin í kvikmyndaverinu í Gufunesi”. ruv.is (на језику: исландски). RÚV. 2021-12-15. Приступљено 2022-01-13."Söngvakeppnin haldin í kvikmyndaverinu í Gufunesi"
4. 1 2 3  „Nú er hægt að senda lög í Söngvakeppnina 2022”. ruv.is (на језику: исландски). RÚV. 2021-09-03. Приступљено 2021-10-30.
5. ↑  „Iceland reveals 10 national finalist hopefuls for Söngvakeppnin 2020”. Eurovision.tv. EBU. Приступљено 28. 1. 2020.
6. ↑  „Iceland: ‘Söngvakeppnin' 2022 songs revealed 🇮🇸”. Eurovision.tv (на језику: енглески). European Broadcasting Union (EBU). 2022-02-05. Приступљено 2022-02-06.